# Gabriel Cuéllar
Gabriel Cuéllar Valdés (* 26. September 1942 in Tezontepec de Aldama) ist ein ehemaliger mexikanischer Radrennfahrer.

## Sportliche Laufbahn
Cuéllar war im Straßenradsport aktiv und Teilnehmer der Olympischen Sommerspiele 1968 in Mexiko-Stadt. Das olympische Straßenrennen beendete er nicht.
1969 bestritt er die Internationale Friedensfahrt und kam auf den 62. Gesamtrang.